# چمن بهاره
چمن بهاره (نام علمی: Eriochloa) نام یک سرده از تیره گندمیان است.